# Adrian Săvoiu
Adrian Săvoiu (n. 31 octombrie 1954, Câmpulung Muscel) este un profesor, publicist, istoric literar, autor de manuale și memorialist român.

## Biografie
Descendent al unor vechi moșneni musceleni, s-a născut la Câmpulung într-o familie de profesori. A făcut studii liceale la Colegiul Național „Dinicu Golescu” din Câmpulung, iar după bacalaureat a urmat Facultatea de Litere din cadrul Universității București, specialitatea română-latină (promoția 1978). Păstrând tradiția familiei, întreaga viață a fost profesor. A predat literatura română, teorie literară, lingvistică și literatură universală la școli din București, cea mai lungă perioadă la Liceul „Alexandru Ioan Cuza”.
De la debutul publicistic din anul 1977, a publicat constant articole, studii de istorie și critică literară, eseuri și recenzii în revistele „Manuscriptum”, „Viața Românească”,„Jurnalul literar”, „Ficțiunea”, „Literatorul”, „Memoria”, „Limbă și literatură”, „Limba și literatura română”, „Mitropolia Olteniei”, „Revista de istorie a Muscelului”, „Evenimentul Muscelean” etc. Din 1984 a fost colaborator la Radio România și a participat la numeroase emisiuni culturale pe teme de istorie  literară ori de evocare a unor personalități culturale.
În anul 1977 a devenit membru al Societății Numismatice  Române, apoi al Societății de Științe Filologice din România, unde a făcut parte din colegiul de redacție al revistei „Limba și literatura română”, publicația societății. Ca recunoaștere a activității publicistice de promovare, dar și de recuperare a valorilor culturale muscelene, a fost numit membru de onoare al Societății de Științe Istorice din România, filiala Muscel.
Pentru majoritatea proiectelor sale a avut un parteneriat permanent cu editurile Art și Ars Docendi din București, unde și-a publicat cea mai mare parte a volumelor. A îngrijit ediții ale unor scriitori români precum: C. D. Aricescu, Alexandru Odobescu, George Topîrceanu, Anton Holban și Mihai Moșandrei. În calitate de legatar al poetului Mihai Moșandrei, a tipărit numeroase articole în care a evocat personalitatea scriitorului și a analizat aspecte ale operei sale. A publicat, folosind arhiva proprie, corespondența primită de Mihai Moșandrei de la diverși scriitori, precum și corespondența trimisă acestuia de unchiul său, poetul Dimitrie Nanu.
Prin volumul Discursul oratoric (de la începuturi și până la instaurarea regimului comunist), apărut în 2003, a umplut un gol într-un domeniu complet marginalizat în timpul regimului comunist: oratoria. O colecție de documente ale timpului (note și impresii de călătorie) este crestomația Câmpulungul în mărturiile vremii (2008), care adună cele mai interesante pagini scrise de călătorii români și străini care au trecut pe aici de-a lungul a peste trei secole. Pe linia aceleiași pasiuni pentru cultura și istoria orașului natal și a Muscelului se înscriu și alte volume ori albume publicate.
Preocupat de cartografia medievală, a identificat și comentat primele hărți în care apare orașul Câmpulung. Pornit în recuperarea memoriei ascendenților săi direcți, a reconstituit prin documente și  mărturii orale istoria a cinci generații din familia sa. Pentru toate volumele și albumele s-au organizat lansări de carte, cele mai multe la Galeria „Arta” din Câmpulung.
În paralel cu activitatea de la catedră, pentru care a primit diploma „Gh. Lazăr clasa I” (cea mai înaltă distincție din învățământul preuniversitar românesc), a avut și alte preocupări în domeniul didactic: a fost formator național, a lucrat în  programul PHARE, iar în cadrul Serviciului Național de Evaluare și Examinare a elaborat subiectele pentru examenele naționale de capacitate și bacalaureat. Bogata activitate didactică și experiența de profesor s-au concretizat în alcătuirea unor manuale de limba și literatura română pentru toate clasele de liceu, ghiduri și auxiliare didactice, tipărite la edituri importante (All, Teora, Humanitas, Art). A fost implicat în reforma învățământului profesional și tehnic din România și a scris manuale și ghiduri pentru elevii din Școlile de Arte și Meserii.
Participare la numeroase congrese și conferințe, simpozioane naționale și sesiuni de comunicări științifice cu lucrări care s-au publicat ulterior în volume ori reviste de specialitate. Colaborări pe teme culturale la Radio Muscel FM și Radio Trinitas.
A deschis expoziții cu fotografii de arhivă și carte veche românească la Muzeul Național „Brătianu” și Muzeul Municipal Câmpulung. A ținut comunicări la Cercul de Istorie „Gheorghe I. Brătianu” de la Biblioteca Municipală „Ion Barbu” – Câmpulung.
În anul 2011 Primăria și Consiliul Local Câmpulung i-au acordat titlul de „Cetățean de onoare al municipiului Câmpulung-Muscel” pentru „bogata activitate în domeniul literar, didactic și publicistic”. Pentru realizările sale, din anul 2013 figurează în „Who is Who – Enciclopedia personalităților din România”.

## Lucrări

### Volume
- Câmpulung-Muscel. Scrinul cu amintiri, Editura Ars Docendi, București, 2005, 122 p.; ediția a II-a, revăzută și adăugită, 2008, 132 p.; ISBN 9789735582112
- 77 de conferințe radiofonice, Editura Ars Docendi, București, 2008, 236 p.; ISBN 9789735583361
- Câmpulungul în mărturiile vremii, Editura Ars Docendi, București, 2008, 256 p.; ISBN 9789735583507
- Magazinul de bric-à-brac literar, Editura Ars Docendi, București, 2009, 108 p.; ISBN 9789735584016
- Câmpulungul pe hărți ale lui Johannes Honterus și Sebastian Münster, Editura Ars Docendi, București, 2009, 20 p; ISBN 9789735584474
- Dimitrie Nanu – Mihai Moșandrei. Corespondență, Editura Ars Docendi, București, 2010, 78 p.; ISBN 9789735584481
- Profesorul Benone Săvoiu – 100 de ani de la naștere, Editura Ars Docendi, București, 2010, 20p.; ISBN 9789735585082
- Mănăstirea Nămăești în mărturisiri ale peregrinilor, Editura Ars Docendi, București, 2010, 78 p.; ISBN 9789735584634
- Săvoiu – cronica unei familii din Muscel, Editura Ars Docendi, București, 2011, 70 p.; ISBN 9789735585099
- Muscelul. Mărturii în timp, Editura Ars Docendi, București, 2012, 196 p.; ISBN 9789735585945
- Ca să încerc rotundul lumii. Jurnal de călătorie, Editura Ars Docendi, București, 2018, 104 p.; ISBN 9786069980415
- Dincoace de Cortina de Fier. Amintiri, Editura Art, București, 2019, 432 p.; ISBN 9786067106824
- Tot mai citești, maică !? - impresii de lectură (în colaborare cu Florina-Irina Dima), Editura Total Publishing, București, 2019, 180 p. ISBN 9786069024232
- Fabule și vorbe cu tâlc (în colaborare cu Diana Zografi și Adelina Butnaru), Editura Arthur, București, 2021, 136 p.; ISBN 9786067889703
- Scrisori din Câmpulung. Editura Total Publishing, București, 2023, 184 p.; ISBN 9786069643389
- Dincoace de Cortina de Fier. Amintiri, Ediția a II-a, revizuită și adăugită, Editura Art, București, 2023, 378 p.; ISBN 9786067109153
- Poveștile orașului Câmpulung, Editura Total Publishing, București, 2024, 168 p.; ISBN 9786069643709

### Ediții îngrijite
- Mihai Moșandrei, Lisimah, ediție îngrijită și prefață de Adrian Săvoiu, Editura Albatros, București, 2004, 232 p.; ISBN 9732409193
- Mihai Moșandrei, File regăsite, Editura Ars Docendi, București, 2005, 150 p.; ISBN 10 9735582249; ISBN 13 9789735582449
- Benone Săvoiu, Mateiu I. Caragiale. Omul și opera,  ediție îngrijită și note de Adrian Săvoiu,  Editura Ars Docendi, București, 2007, 86 p.; ISBN 9789735582838
- C. D. Aricescu,  Istoria Câmpulungului, prima rezidență a României, ediție îngrijită de Adrian Săvoiu și Gheorghe Pârnuță, Editura Ars Docendi, București, 2007, 320 p.; ISBN 9789735582999
- George Topîrceanu, Balade vesele și triste,  ediție îngrijită de Adrian Săvoiu, Editura Art, București, 2008, 214 p.; ISBN 9789731242989
- Alexandru Odobescu, Scene istorice. Pseudo-kinegetikos, ediție îngrijită de Adrian Săvoiu, Editura Art, București, 2008, 254 p.; ISBN 9789731242903
- Anton Holban, O moarte care nu dovedește nimic. Ioana, ediție îngrijită de Adrian Săvoiu, Editura Art, București, 2008, 340 p.; ISBN 9789731242783
- Adela Rogojinaru,  Public Relations : A Revolutionary Discipline, ediție îngrijită de Raluca Moise și Adrian Săvoiu, Editura Tritonic, București, 2015, 270 p.; ISBN 9786067490817
- Ileana Săvoiu, Jurnalul Laurei (1981 - 1985), Editura Ars Docendi, București, 2018, 104 p.; ISBN 9786069980583
- Cristina Nicula, Confesiuni în oglindă, Editura Total Publishing, București, 2021, 176 p.; ISBN 9786069024690
- Mihai Moșandrei, Casa cu hortensii, Vol. I-II, ediție definitivă îngrijită Adrian Săvoiu și Liviu Mățăoanu, Editura Total Publishing, București, 2025; Vol. I -  ISBN 9786306673025, Vol. II -  ISBN 9786306673049

### Antologii
- Discursul oratoric românesc. De la începuturi și până la instaurarea regimului comunist, ediție îngrijită, prefață și note de Adrian Săvoiu, Editura Coresi, București, 2003, 248 p.; ISBN 9735702487
- 40 de lecturi pasionante pentru liceu (în colaborare cu Florin Ioniță), Editura Art Educațional, București, 2016, 400 p. ISBN 9786067104172
- Antologia fabulei românești, ediție îngrijită de Adrian Săvoiu, Editura Art, București, 2017, 272 p.; ISBN 9789731243009
- 40 de lecturi pasionante pentru liceu, vol. II (în colaborare cu Florin Ioniță), Editura Art Educațional, București, 2018, 384 p. ISBN 9786068954844
- 40 de lecturi pasionante pentru liceu, vol. III (în colaborare cu Florin Ioniță), Editura Art Educațional, București, 2019, 348 p. ISBN 9786067106893
- 40 de lecturi pasionante pentru liceu, vol. IV (în colaborare cu Florin Ioniță), Editura Art Educațional, București, 2023, 392 p. ISBN 9786067108576

### Prezențe în volume colective
- Atlas istoric al orașelor din România. Câmpulung. Coordonator Dan Dumitru Iacob, Editura Enciclopedică,  București, 2008, XVIII p. + 9 planșe; ISBN 9789734505661
- Prof de română. O altfel de antologie de texte. Coordonator un cristian, Editura Casa de pariuri literare, București, 2018, ISBN 9786069900819
- Prof de română. Spațiul dintre punct și virgulă. Coordonator Ohara Donovetsky, Editura Casa de pariuri literare, București, 2019, ISBN 9786069901168
- Angela-Ana Grădinaru, Părinți și copii. Istorie literară & antologie de poezii și proze. Editura Nod Sud, București, 2024, ISBN 9786069489161

### Albume
- Chipuri de odinioară din Muscel (coautor), Editura Ars Docendi, București, 2010, 192 p.; ISBN 9789735584641
- Ioan Niculescu, Monumente istorice ale României. Tipuri din județele Argeș și Muscel. Anul 1893, ediție îngrijită de Adrian Săvoiu, Editura Ars Docendi, București, 2011, 94 p.; ISBN 9789735585419
- Câmpulung-Muscel – cetatea întemeietorilor de țară (coautor), album în cadrul programului Regio, 2011, 206 p.
- Prin Câmpulung și pe muscelele lui. Fotografii de Nicolae Th. Ștefănescu (coautor), Editura Ars Docendi, București, 2012, 236 p. ISBN 9789735586102
- Romanian Historical Monuments: from the regions of Arges and Muscel, 1893, Foto by Ioan Niculescu, written by Adrian Săvoiu, Amazon.com , 2012, 96p. (ediție on-line).
- Colegiul Național Pedagogic ”Carol I” Câmpulung-Muscel. 150 de ani de existență (coautor), Editura Art, București 2017, 260 p. ISBN 9786068948157

## Manuale
- Limba și literatura română, Manual pentru clasa a X-a (coautor), Editura Teora, București, 2000, 240 p. ISBN 9732005688
- Limba și literatura română, Manual pentru școala profesională, anul I, Editura All, București, 2000, 136 p. ISBN 9736843009
- Limba și literatura română, Manual pentru școala profesională, anul al II-lea, Editura All, București, 2000, 96 p. ISBN 9736843017
- Limba și literatura română, Manual pentru clasa a XI-a (coautor), Editura Lotus, București, 2002, 272 p. ISBN 9739095313
- Limba și literatura română, Manual pentru clasa a IX-a, Școala de Arte și Meserii, Editura All Educational, București, 2004, 144 p. ISBN 9735714876
- Limba și literatura română, Manual pentru clasa a IX-a (coautor), Grupul Editorial Art, București, 2004, 208 p. ISBN 9738485460
- Limba și literatura română, Manual pentru clasa a X-a, Școala de Arte și Meserii, Grupul Editorial Art, București, 2005, 104 p. ISBN 9738485878
- Limba și literatura română, Manual pentru anul de completare, Grupul Editorial Art, București, 2005, 128 p. ISBN 9789731243054
- Limba și literatura română, Manual pentru clasa a X-a (coautor), Grupul Editorial Art, București, 2005, 216 p. ISBN 9789731242743
- Limba și literatura română, Manual pentru clasa a XI-a (coautor), Grupul Editorial Art, București, 2006, 264 p. ISBN 9789731241326
- Limba și literatura română, Manual pentru clasa a XII-a (coautor), Grupul Editorial Art, București, 2007, 222 p. ISBN 9789731241029
- Limba și literatura română. Perspectiva 2020, Manual pentru clasa a X-a (coautor), Grupul Editorial Art, București, 2016, 288 p. ISBN 978606710465

### Expoziții
- 2023 - „Treptele unei vieți” – expoziție retrospectivă (Muzeul Municipal Câmpulung)
- 2024 - „Familii din Câmpulung (1880 – 1950)” – fotografii de arhivă (Muzeul Național „Brătianu)
- 2024 - „Portul tradițional din Muscel” – fotografii de arhivă (Muzeul Național „Brătianu)
- 2024 - „Familii din Muscel: Nanu, Moșandrei, Rotaru, Isbășescu” – fotografii de arhivă (Muzeul Municipal Câmpulung)
- 2025 - „Două veacuri de carte românească (1750 – 1947)” – carte veche  (Muzeul Național „Brătianu)

## Titluri
- 2006 – Diploma „Gheorghe Lazăr clasa I” conferită de Ministerul Educației și Cercetării „pentru merite deosebite în activitatea la catedră”.
- 2011 – „Cetățean de onoare al municipiului Câmpulung-Muscel”, titlu conferit de Primăria și Consiliul Local pentru „bogata activitate în domeniul literar, didactic și publicistic”[18]
- 2011 – „Fiu al Argeșului”, titlu conferit de Consiliul Județean Argeș pentru „prestigiul moral, profesional și civic”.
- 2013 – ”Certificate of Award” – Who is Who World Society Corp. atestă prin diploma semnată de Ralph Hübner (director general al Who is Who) intrarea în „Enciclopedia personalităților din România - 2013”[19]
- 2021 – Medalia de Aur Jubiliară „Câmpulung 500” conferită de Primăria Câmpulung.